# Funiculinidae
Funiculinidae is een familie van neteldieren uit de klasse van de Anthozoa (Bloemdieren).

## Geslacht
- Funiculina Lamarck, 1816